# Felipe Carvalho
Felipe Carvalho, né le 18 septembre 1993, est un footballeur uruguayen. Il évolue au poste de défenseur central avec le club du Club Nacional en prêt de Vålerenga Fotball.

## Biographie
Il joue dans plusieurs équipes brésiliennes dans les catégories de jeunes, dont l'Internacional. Après un passage avec l'équipe amateur de Peñarol de Rivera et un passage professionnel avec le Tacuarembó FC, il signe en Europe avec le club suédois du Malmö FF. Afin de gagner du temps de jeu, il est prêté au Falkenbergs FF.
Il joue sept matchs en Ligue des champions avec le club du Malmö FF. Lors de cette compétition, il inscrit en août 2015 un but contre l'équipe écossaise du Celtic Glasgow, à l'occasion du tour de barrage.

## Palmarès
Malmö FF
- Champion de Suède en 2016 et 2017